# ディルドー島

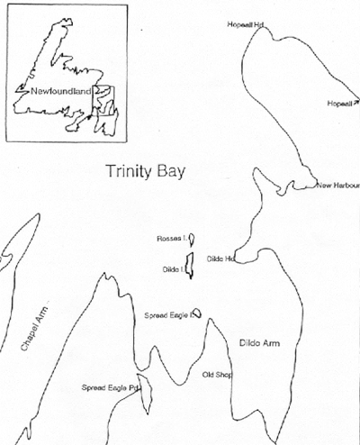
トリニティ湾の中央に浮かぶディルドー島、すぐそばにはディルドーがある

ディルドー島（Dildo Island)は、カナダのニューファンドランド・ラブラドール州の島である。トリニティ湾に浮かぶ3つの島のなかでも最大の面積があり、すぐそばにはディルドーがある。2016年の時点で、ディルドーには1,200人ほどの住民が暮らしていた。
1995年に行われた発掘調査では西暦150年から750年にあたるドーセット文化の遺物が発見された。そのため、アザラシ狩りを目的にこの島で生活をした人々がいたと考えられている。2001年にも新たに発掘されたインディアンの遺跡に対して調査が行われており、炭素年代測定により西暦720年から960年ころのものと推計された。ドーム形の小屋（ウィグワム）と炉床の痕跡の発見により、この島に暮らしていた人の存在が裏付けられた。ほとんどの道具は北におよそ145キロメートルのところにあるボナヴィスタ湾で採れる紫と青の流紋岩からつくられていた。ブリストル出身の冒険商人ジョン・ガイの1612年の日誌には、インディアン部族のベオサックがディルドー島で暮らしていた可能性が示されている。18世紀はじめのアン女王戦争の時代にはフランスの攻撃からトリニティ湾を守るために、イギリス側の砦が築かれた。
1889年から1896年まで、ノルウェー人のアドルフ・ニールセンが建設し、ニューファンドランド州政府も出資したタラの孵化場が運営されていた。当時のニューファンドランドには世界でも有数の孵化技術があった。